# Behrwiesengraben
Der Behrwiesengraben, auch  Heidgraben genannt, ist ein etwas über zwei Kilometer langer Mittelgebirgsbach in den Wern-Lauer-Platten. Er verläuft in den unterfränkischen Landkreisen Bad Kissingen und Schweinfurt  und mündet von Nordwesten kommend als rechter Zufluss in die Wern. 

## Geographie

### Verlauf

#### Quellgebiet
Der Behrwiesengraben, ein feinmaterialreicher, karbonatischer Mittelgebirgsbach des Keupers, entspringt in der Gemarkung des zu Oerlenbach gehörenden Gemeindeteils Rottershausen auf etwa 318 m ü. NHN in der Flur Buchenstauden nördlich der Bundesautobahn 71, unmittelbar neben einem Betonweg, an dem abschnittsweise naturnahe Hecken aus einheimischen Strauch- und Baumarten sowie weiteren standorttypischen Laubgehölzen verlaufen. Die Umgebung der nur intermittierend wasserführenden Quelle liegt in offener Feldlage rund 500 Meter nordöstlich des teils zu Oerlenbach, teils zu Poppenhausen gehörenden Gewerbeparks A 71 Oerlenbach/Poppenhausen. 
Nördlich erhebt sich eine unbenannte Anhöhe, an deren Südhang ein schlichtes, mit der Jahreszahl 1664 bezeichnetes Sühnekreuz aus Sandstein steht.  Südlich des Quellbereichs steigt ein flacher Geländesockel zur rund 328 m ü. NHN hohen Rottershauser Höhe an, einem Hügel mit bewaldeter Kuppe, dessen Hänge überwiegend ackerbaulich genutzt werden. Die quellnahe Feldflur liegt etwa 1,5 Kilometer südlich des Pfarrdorfs Rottershausen und rund 1,5 Kilometer östlich des Pfarrdorfs Oerlenbach. Eine geschlossene Gehölzvegetation fehlt vollständig; das ackerbaulich genutzte Quellgebiet wird lediglich durch schwach ausgeprägte, krautige Rainlinien entlang von Feldwegen und flachen Mulden gegliedert. 
Der geologische Untergrund gehört zur Trochitenkalk-Formation des Oberen Muschelkalks und besteht aus einer Wechsellagerung dichter, fossilführender, gebankter, sparitischer und blaugrauer Kalkgesteine mit eingelagerten grauen bis dunkelgrauen Mergelsteinbänken. Darüber haben sich vorwiegend Parabraunerden entwickelt, die aus Lösslehm bestehen und auf skelettführendem, karbonathaltigem Schluff bis Ton sowie kalk- und mergelsteinreichem Schutt liegen.
Naturräumlich liegt das Quellgebiet in der zum Naturraum Wern-Lauer-Platten gehörenden Untereinheit Münnerstädter Hochfläche.

#### Weiterer Verlauf
Der Behrwiesengraben fließt zunächst etwa 300 Meter in westsüdwestlicher Richtung durch landwirtschaftlich genutzte Flächen am nordöstlichen Fuß der Rottershauser Höhe entlang. Er dreht dann nach Südwesten und wenig später auf einen annähernd südsüdöstlichen Kurs, dem er weiter hangparallel folgt. Dabei durchzieht er artenreiches Extensivgrünland mit schafschwingelreichen Wiesen; stellenweise treten auch Aufrechte Trespe und Schillergras-Bestände hervor.  Während dort am linken Talrand, wie bereits im Quellgebiet, Oberer Muschelkalk ansteht, prägen die rechte Seite pleistozäne Löss- oder Lösslehmablagerungen mit karbonatischen oder karbonatfreien, feinsandigen Schluffen. Auf ihnen dominieren nährstoffreiche Kolluvisole aus Schluff bis Lehm, die großflächig ackerbaulich genutzt werden.
Anschließend verläuft der Graben östlich am Gewerbepark entlang, überschreitet dann die Gemeindegrenze von Oerlenbach nach Poppenhausen sowie gleichzeitig die Grenze vom Landkreis Bad Kissingen zum Landkreis Schweinfurt. Er fließt, nun ganzjährig wasserführend, in der Gemarkung des zu Poppenhausen gehörenden Gemeindeteils Pfersdorf an drei kleinen Teichen vorbei, die sich alle auf seiner rechten Seite befinden, und verschwindet dann verrohrt im Untergrund. Danach unterquert er die A 71 und tritt wenig später wieder an die Oberfläche. Er durchfließt die Flur Heidgraben und wird kurz darauf auf seiner rechten Seite von einem kleinen, namenlosen und nur periodisch wasserführenden Graben gespeist. 
Der stark begradigte Behrwiesengraben zieht dann, begleitet auf seiner linken Seite von einem Feldweg, südostwärts durch eine landwirtschaftlich genutzte Fläche, die überwiegend aus Acker- und Grünland besteht. Das Tal weitet sich zunehmend und geht allmählich in die Aue der Wern über. Die Talfüllung besteht aus pleistozänen bis holozänen Bach- und Flussablagerungen. Es handelt sich dabei überwiegend um Sand und Kies, teils überlagert von Flusslehm oder Flussmergel. Aus diesen Substraten haben sich vorwiegend Gley- und Braunerden-Gley-Böden gebildet, die aus skelettführendem Schluff bis Lehm bestehen.
Etwas bachabwärts steht auf der gleichen Seite, am westlichen Rand des Rannunger Wegs, ein Bildstock. Er befindet sich an einem kleinen, von Gehölz gesäumten Feldstück und trägt die Jahreszahl 1797. Der aus Sockel, schlanker Säule und reich verziertem Aufsatz bestehende Bildstock zeigt Reliefs der Heiligen Dreifaltigkeit sowie weiterer Heiliger.  Wenig später unterquert der Bach den Radwanderweg Wern-Radweg. Etwa 200 Meter weiter südlich mündet von links ein namenloser, ganzjährig wasserführender Graben ein, der aus nordöstlicher Richtung kommt. Der Behrwiesengraben folgt dessen Verlauf, passiert eine Plantage und durchzieht anschließend die offene Feldflur des Gewanns Biege.

#### Mündung
Der Behrwiesengraben wendet sich nach Südsüdwesten, unterquert noch einen Feldweg und mündet schließlich rund einen halben Kilometer nördlich des Pfarrdorfs Pfersdorf auf einer Höhe von 282 m ü. NHN von rechts in die Wern. Sein etwa 2,1 km langer Lauf endet ungefähr 36 Höhenmeter unterhalb seiner Quelle, was einem mittleren Sohlgefälle von etwa 17 ‰ entspricht.  Knapp 400 Meter ostnordöstlich der Mündung befindet sich die Wernquelle.

### Einzugsgebiet
Das Einzugsgebiet des Behrwiesengrabens umfasst etwas mehr als 2 km² und liegt im Naturraum Wern-Lauer-Platten. Es wird über die Wern, den Main und schließlich den Rhein zur Nordsee entwässert.
Es grenzt
- im Nordosten und Osten an das Einzugsgebiet des Augrabens, der in die Wern mündet;
- im Westen und Nordwesten an das des Wernzuflusses Poppenhausener Gemeindegraben und
- ansonsten direkt an das Einzugsgebiet der Wern.

Die Wasserscheide des Behrwiesengrabens folgt zunächst der Wern flussaufwärts, verläuft dann am Augraben entlang und zieht sich weiter nordwärts über die Rottenhauser Höhe (328 m ü. NHN) und einen namenlosen Hügel mit etwa 330 m ü. NHN Höhe bis zum Löhleinsberg, dem nördlichsten und höchsten Punkt des Einzugsgebiets mit 362 m ü. NHN. Anschließend kehrt sie sich nahezu in Südrichtung, überschreitet die Lerchenhöhe (343 m ü. NHN) und folgt dann annähernd dem Verlauf der Staatsstraße 2445.
Das Einzugsgebiet ist unbesiedelt und wird überwiegend landwirtschaftlich genutzt, vor allem als Ackerland. Nur im Bereich des Gewerbeparks ist eine wirtschaftliche Nutzung angesiedelt. Es wird von der A 71 und der Bahnstrecke Schweinfurt–Meiningen gequert. Geologisch liegt es teils im Oberen Muschelkalk der Mitteltrias, teils in pleistozänen Ablagerungen von Löss oder Lösslehm.